# BinckBank Tour 2020
Il BinckBank Tour 2020, sedicesima edizione della corsa e valida come quattordicesima prova dell'UCI World Tour 2020, categoria 2.UWT, si svolse in cinque tappe dal 29 settembre al 3 ottobre 2020 (inizialmente previsto dal 31 agosto al 6 settembre, fu poi posticipato per la pandemia di COVID-19) su un percorso di 491,74 km, con partenza da Blankenberge e arrivo a Geraardsbergen, in Belgio. La vittoriafu appannaggio dell'olandese Mathieu van der Poel, il quale completò il percorso in 10h43'08", alla media di 45,876 km/h, precedendo il danese Mads Pedersen e lo svizzero Stefan Küng.
Sul traguardo di Geraardsbergen 95 ciclisti, su 163 partiti da Blankenberge, hanno portato a termine la competizione.

## Tappe
| Tappa  | Data         | Percorso                                              | km     | Vincitore di tappa | Leader cl. generale  |
| ------ | ------------ | ----------------------------------------------------- | ------ | ------------------ | -------------------- |
| 1ª     | 29 settembre | Blankenberge > Ardooie                                | 132,1  | Jasper Philipsen   | Jasper Philipsen     |
| 2ª     | 30 settembre | Flessinga (NLD) > Flessinga (NLD) (cron. individuale) | 10,9   | cancellata         | Jasper Philipsen     |
| 3ª     | 1º ottobre   | Aalter > Aalter                                       | 157    | Mads Pedersen      | Mads Pedersen        |
| 4ª     | 2 ottobre    | Riemst > Riemst (cron. individuale)                   | 8,14   | S. Kragh Andersen  | Mads Pedersen        |
| 5ª     | 3 ottobre    | Ottignies-Louvain-la-Neuve > Geraardsbergen           | 183,6  | M. van der Poel    | Mathieu van der Poel |
| Totale | Totale       | Totale                                                | 491,74 |                    |                      |

## Squadre e corridori partecipanti
| N.      | Cod. | Squadra                |
| ------- | ---- | ---------------------- |
| 1-7     | TJV  | Team Jumbo-Visma       |
| 11-19   | AFC  | Alpecin-Fenix          |
| 21-27   | CCC  | CCC Team               |
| 31-37   | DQT  | Deceuninck-Quick Step  |
| 41-50   | ALM  | AG2R La Mondiale       |
| 51-57   | BOH  | Bora-Hansgrohe         |
| 61-68   | LTS  | Lotto Soudal           |
| 71-77   | TDE  | Total Direct Énergie   |
| 81-88   | AST  | Astana Pro Team        |
| 92-99   | ISN  | Israel Start-Up Nation |
| 101-107 | UAD  | UAE Team Emirates      |
| 111-117 | EF1  | EF Pro Cycling         |

| N.      | Cod. | Squadra                    |
| ------- | ---- | -------------------------- |
| 121-127 | TBM  | Bahrain-McLaren            |
| 131-138 | GFC  | Groupama-FDJ               |
| 141-147 | COF  | Cofidis, Solution Crédits  |
| 151-157 | MTS  | Mitchelton-Scott           |
| 162-169 | NTT  | NTT Pro Cycling Team       |
| 171-177 | IGD  | Ineos Grenadiers           |
| 181-190 | CWG  | Circus-Wanty Gobert        |
| 191-197 | SUN  | Team Sunweb                |
| 201-207 | TFS  | Trek-Segafredo             |
| 211-219 | SVB  | Sport Vlaanderen-Baloise   |
| 221-225 | MOV  | Movistar Team              |
| 231-237 | WVA  | Bingoal-Wallonie Bruxelles |

## Dettagli delle tappe

### 1ª tappa
- 29 settembre: Blankenberge > Ardooie – 132,1 km

Risultati
| Pos. | Corridore        | Squadra | Tempo    |
| ---- | ---------------- | ------- | -------- |
| 1    | Jasper Philipsen | UAE     | 2h59'26" |
| 2    | Mads Pedersen    | Trek    | s.t.     |
| 3    | Pascal Ackermann | Bora    | s.t.     |

| Pos. | Corridore        | Squadra | Tempo    |
| ---- | ---------------- | ------- | -------- |
| 1    | Jasper Philipsen | UAE     | 2h59'16" |
| 2    | Mads Pedersen    | Trek    | a 4"     |
| 3    | Mike Teunissen   | Jumbo   | a 5"     |

### 2ª tappa
- 30 settembre: Flessinga (NLD) > Flessinga (NLD) – Cronometro individuale – 10,9 km cancellata[1]

| Pos. | Corridore        | Squadra | Tempo    |
| ---- | ---------------- | ------- | -------- |
| 1    | Jasper Philipsen | UAE     | 2h59'16" |
| 2    | Mads Pedersen    | Trek    | a 4"     |
| 3    | Mike Teunissen   | Jumbo   | a 5"     |

### 3ª tappa
- 1º ottobre: Aalter > Aalter – 157 km

Risultati
| Pos. | Corridore        | Squadra | Tempo    |
| ---- | ---------------- | ------- | -------- |
| 1    | Mads Pedersen    | Trek    | 3h26'13" |
| 2    | Jasper Philipsen | UAE     | s.t.     |
| 3    | Pascal Ackermann | Bora    | s.t.     |

| Pos. | Corridore        | Squadra | Tempo    |
| ---- | ---------------- | ------- | -------- |
| 1    | Mads Pedersen    | Trek    | 6h25'23" |
| 2    | Jasper Philipsen | UAE     | s.t.     |
| 3    | Jonas Rickaert   | Alpecin | a 7"     |

### 4ª tappa
- 2 ottobre: Riemst > Riemst – Cronometro individuale – 8,14 km

Risultati
| Pos. | Corridore         | Squadra  | Tempo |
| ---- | ----------------- | -------- | ----- |
| 1    | S. Kragh Andersen | Sunweb   | 9'59" |
| 2    | Stefan Küng       | Groupama | a 6"  |
| 3    | Stefan Bissegger  | EF       | a 7"  |

| Pos. | Corridore         | Squadra  | Tempo    |
| ---- | ----------------- | -------- | -------- |
| 1    | Mads Pedersen     | Trek     | 6h35'31" |
| 2    | S. Kragh Andersen | Sunweb   | a 7"     |
| 3    | Stefan Küng       | Groupama | a 13"    |

### 5ª tappa
- 3 ottobre: Ottignies-Louvain-la-Neuve > Geraardsbergen – 183,6 km

Risultati
| Pos. | Corridore       | Squadra | Tempo    |
| ---- | --------------- | ------- | -------- |
| 1    | M. van der Poel | Alpecin | 4h07'39" |
| 2    | Oliver Naesen   | AG2R    | a 4"     |
| 3    | Sonny Colbrelli | Bahrain | s.t.     |

| Pos. | Corridore         | Squadra  | Tempo     |
| ---- | ----------------- | -------- | --------- |
| 1    | M. van der Poel   | Alpecin  | 10h43'08" |
| 2    | S. Kragh Andersen | Sunweb   | a 8"      |
| 3    | Stefan Küng       | Groupama | a 23"     |

## Evoluzione delle classifiche
| Tappa              | Vincitore            | Classifica generale Maglia verde | Classifica a punti Maglia rossa | Classifica combattività Maglia bianca | Classifica a squadre |
| ------------------ | -------------------- | -------------------------------- | ------------------------------- | ------------------------------------- | -------------------- |
| 1ª                 | Jasper Philipsen     | Jasper Philipsen                 | Jasper Philipsen                | Milan Menten                          | Alpecin-Fenix        |
| 2ª                 | cancellata           | Jasper Philipsen                 | Jasper Philipsen                | Milan Menten                          | Alpecin-Fenix        |
| 3ª                 | Mads Pedersen        | Mads Pedersen                    | Mads Pedersen                   | Kenneth Van Rooy                      | non assegnata        |
| 4ª                 | Søren Kragh Andersen | Mads Pedersen                    | Mads Pedersen                   | Kenneth Van Rooy                      | Team Sunweb          |
| 5ª                 | Mathieu van der Poel | Mathieu van der Poel             | Mads Pedersen                   | Kenneth Van Rooy                      | Alpecin-Fenix        |
| Classifiche finali | Classifiche finali   | Mathieu van der Poel             | Mads Pedersen                   | Kenneth Van Rooy                      | Alpecin-Fenix        |

Maglie indossate da altri ciclisti in caso di due o più maglie vinte
- Nella 3ª tappa Mads Pedersen ha indossato la maglia rossa al posto di Jasper Philipsen.
- Nella 4ª e 5ª tappa Jasper Philipsen ha indossato la maglia rossa al posto di Mads Pedersen.